# ジャン＝バティスト＝マリー・ピエール
ジャン＝バティスト＝マリー・ピエール（Jean-Baptiste-Marie Pierre、1714年3月6日 - 1789年5月15日）はフランスの画家である。王室の筆頭画家(premier peintre du Roi) などを務めた。

## 略歴
パリで生まれた。王立絵画彫刻アカデミーでシャルル＝ジョゼフ・ナトワールに学んだとされる。1734年にローマ賞を受賞し、奨学金を得て、1735年から1740年の間、在ローマ・フランス・アカデミーに滞在した。当時の在ローマ・フランス・アカデミーはニコラ・ヴルーゲルスやジャン＝フランソワ・ド・トロワが校長を務めていた。
パリに戻った後、1741年に王立絵画彫刻アカデミーに推薦され、1742年に会員となった。宗教や歴史、神話をテーマにした作品を描き高い評価を得た。
1744年にアカデミーの准教授となり、1748年に正教授となった。1752年に王太子、オルレアン公の筆頭画家となり、多くの宮殿の装飾画やパリのサンロック教会のドームに天井画を描いた。1761年にサン・ミシェル勲章(Ordre de Saint-Michel)を受勲し、1770年に亡くなったフランソワ・ブーシェの後任として、「王室の筆頭画家」の称号を得た。王立タペストリ工場の監督も務めた。亡くなるまでの約20年間、マリニー侯爵らとともに、フランスの美術界に強い影響力を持った。
ピエールが教えた芸術家にはエティエンヌ・ルイ・ブーレーやルイ・ジャン＝ジャック・デュラモー、ジャン＝ユーグ・タラヴァルらがいる。

## 作品

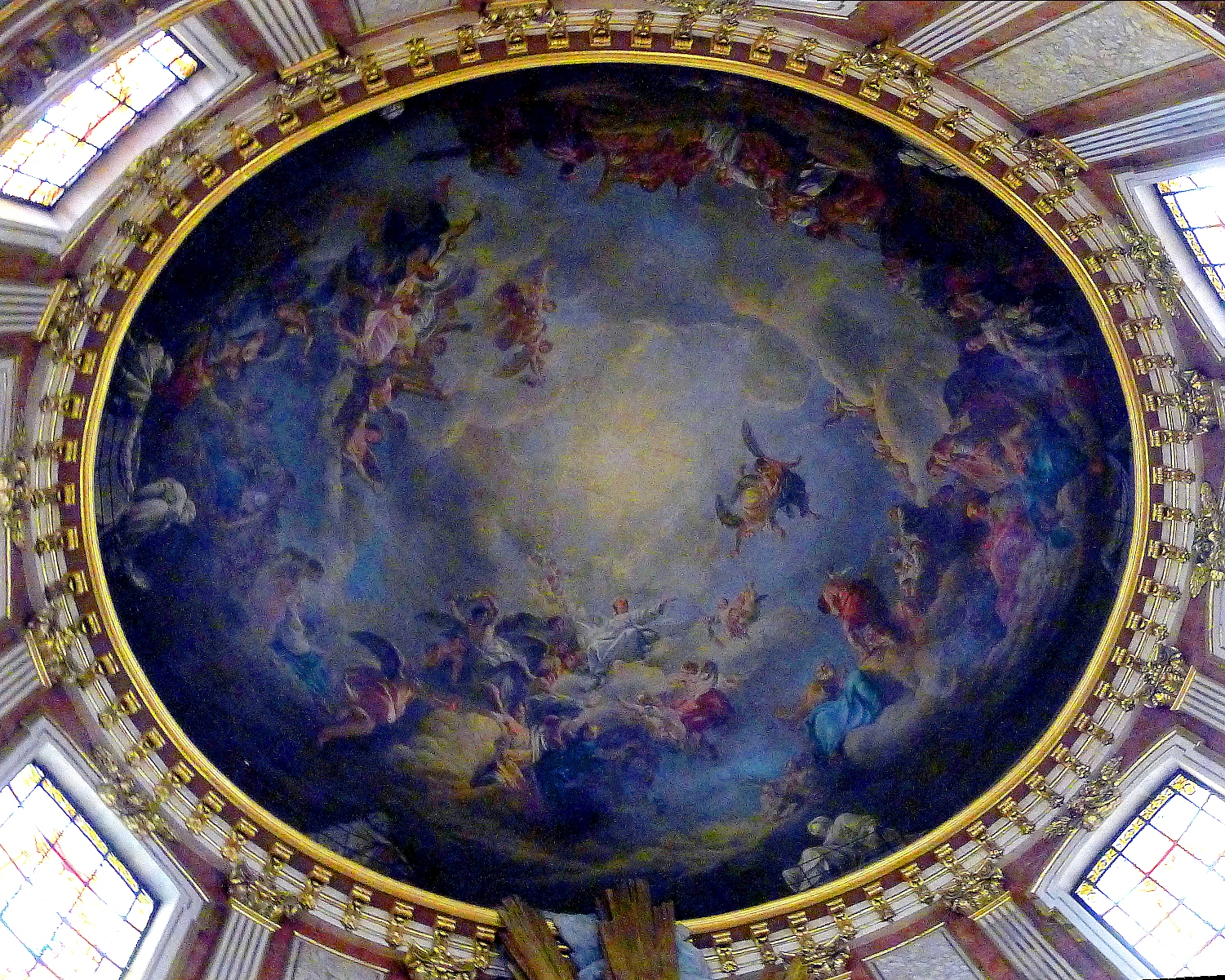
サンロック教会の天井画
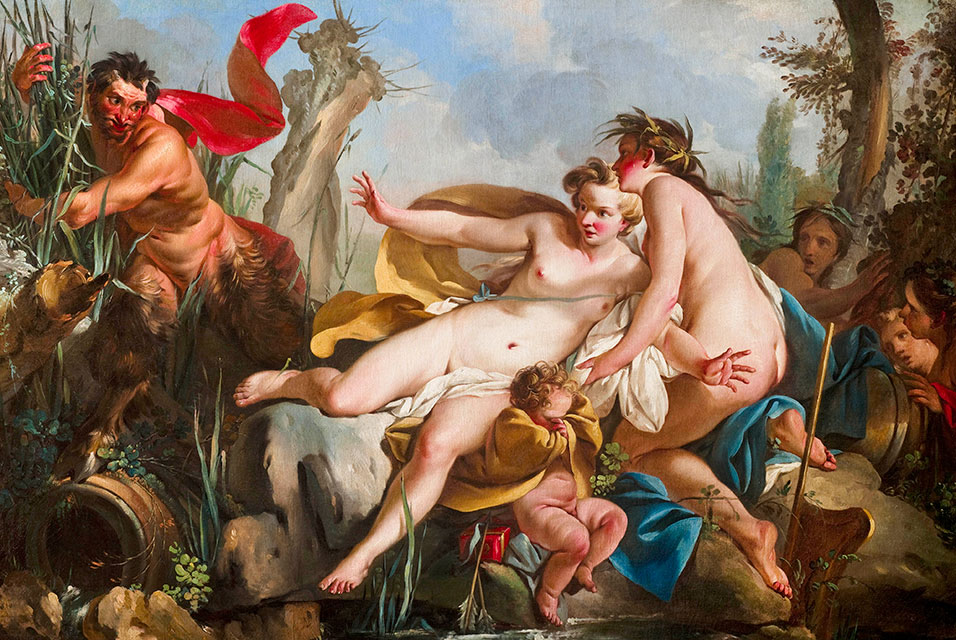
『パンとシランクス』
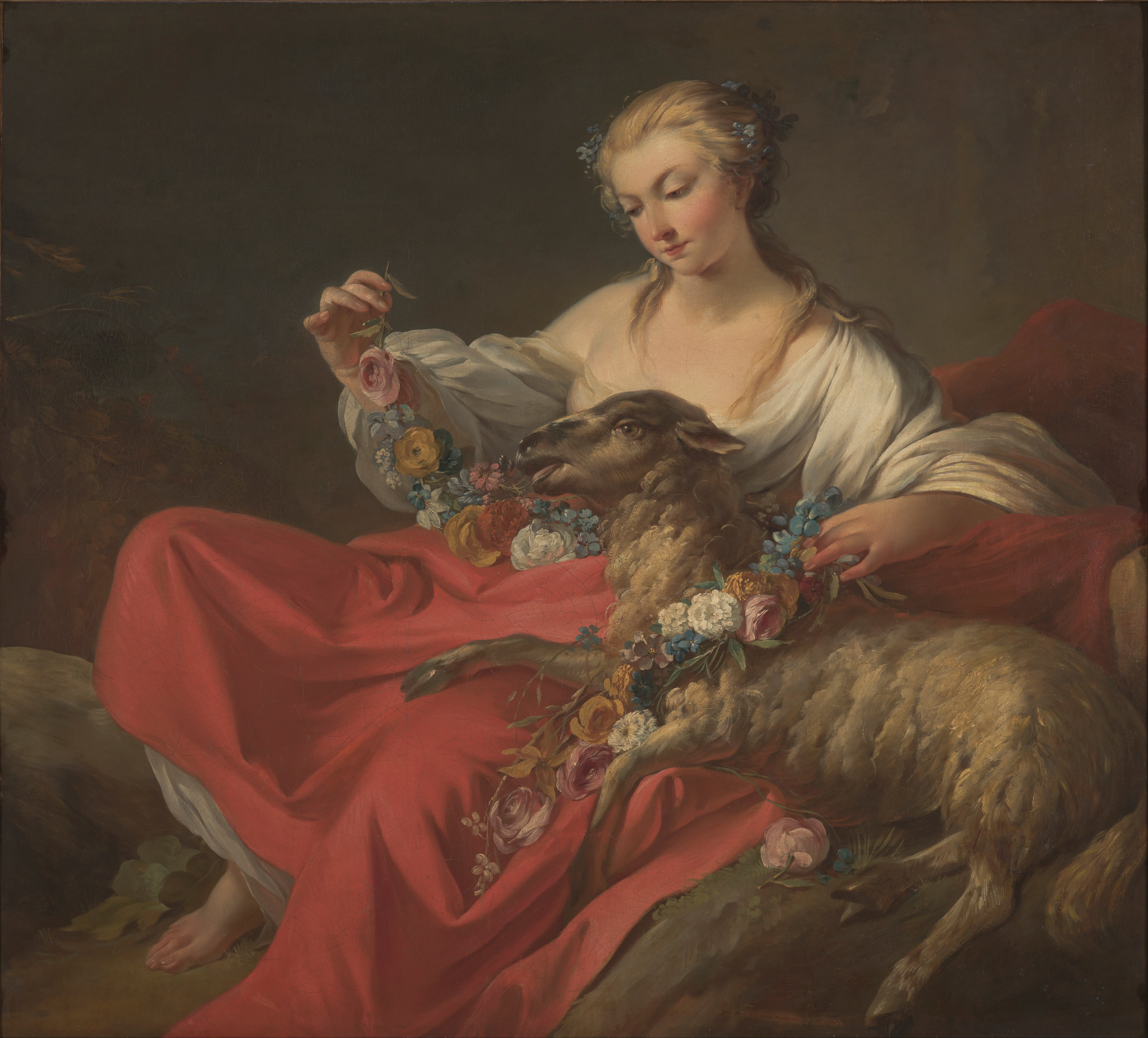
お気に入りの子羊

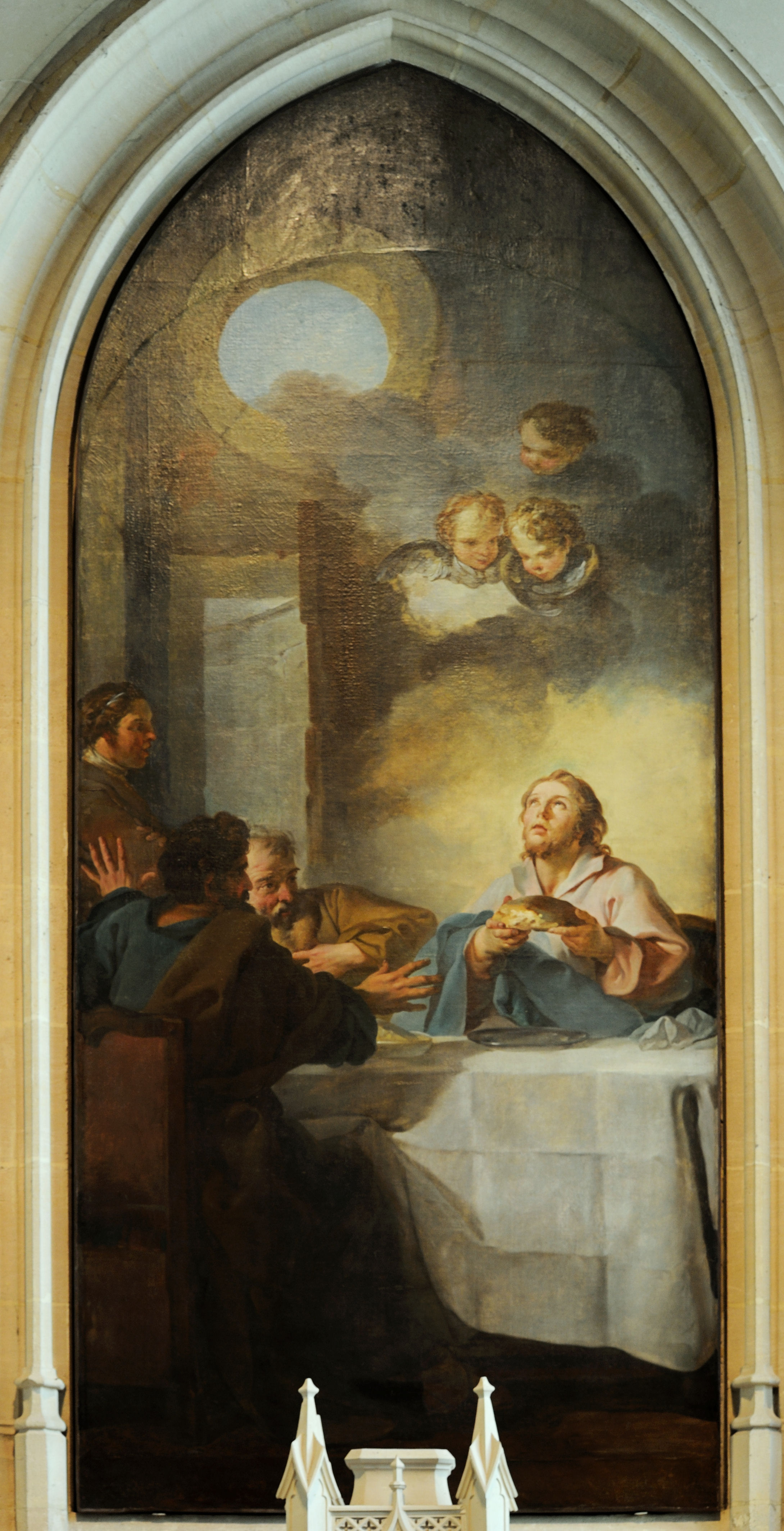
エマオの巡礼
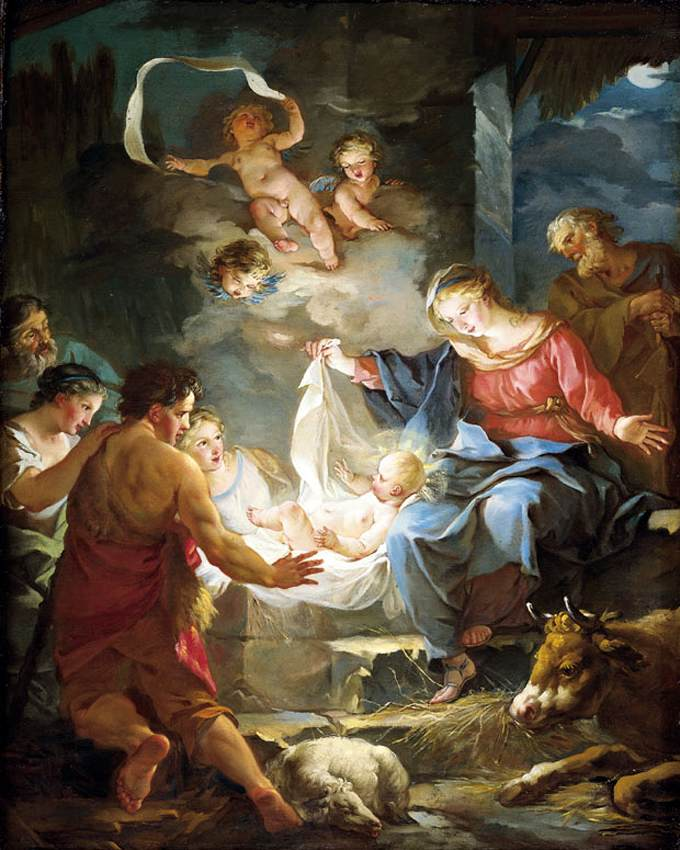
「キリスト降誕」
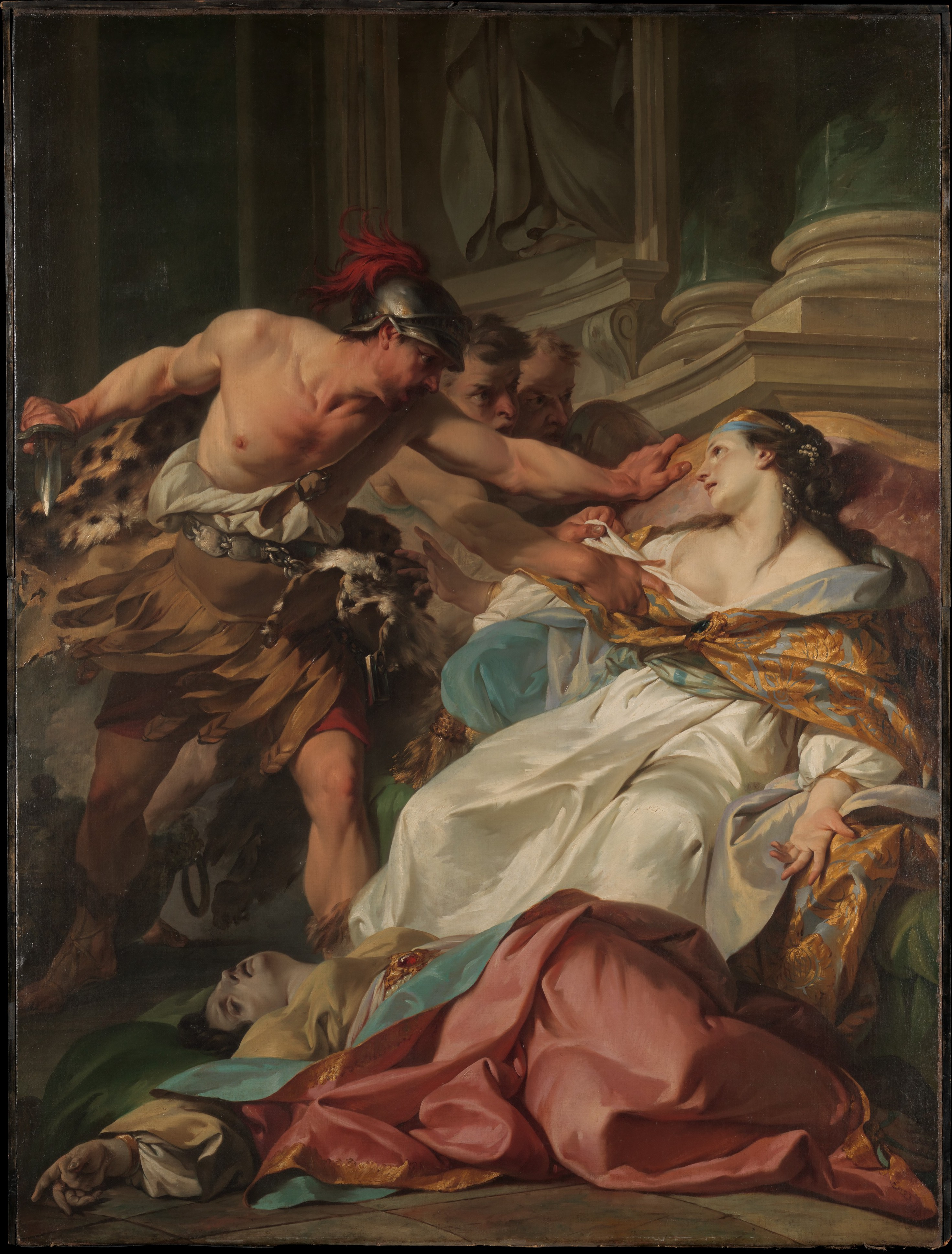
「ハルモニアーの死」
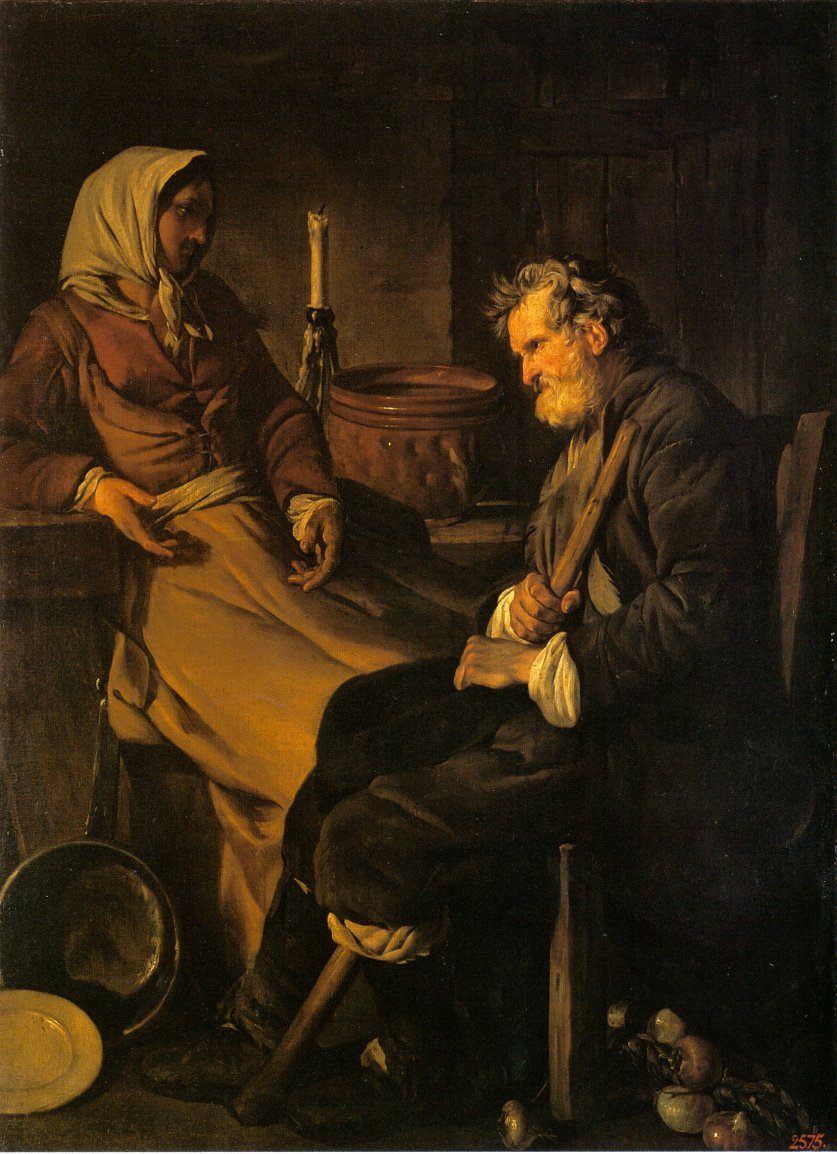
「台所の老人」